# Уланов, Кирилл Иванов
Кирилл Иванов (Корнилий) Уланов (около 1660 (?), Юрьевец-Повольский или Кострома — 1731, Кривоезерская пустынь) — русский иконописец XVII—XVIII веков, работавший в Москве и в Поволжье.

## Биография и творчество

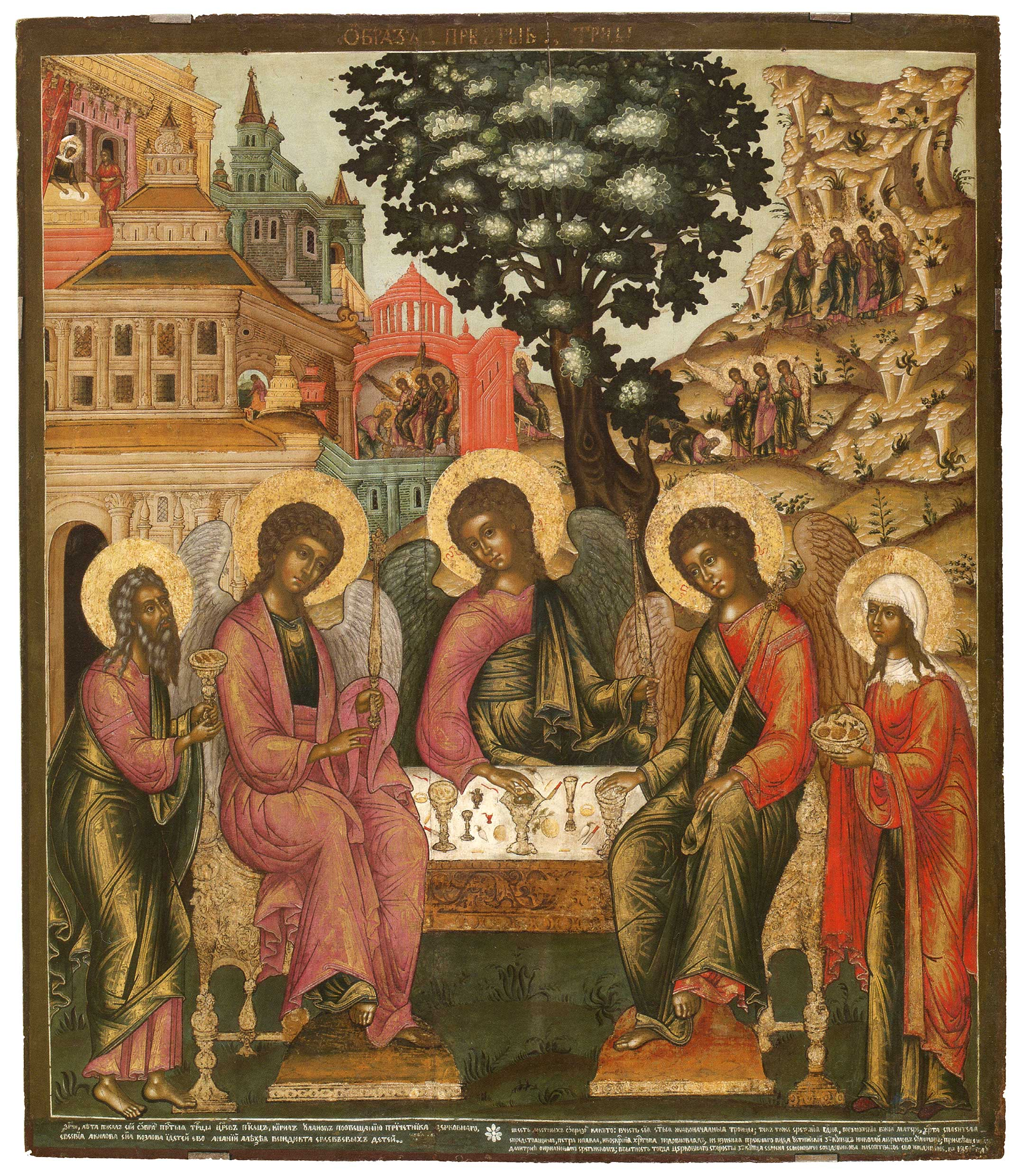
Троица Ветхозаветная. 1689—1690. Дерево, темпера. 142 × 123 × 3.5 см. Устюженский краеведческий музей. Из церкви Петра и Павла в Устюжне.

Данных о ранней биографии Кирилла Уланова крайне мало. Вероятно, он родился в Костроме или Юрьевце-Повольском около 1660 года. Первое упоминание его имени в документах относится к 1684 году, а в 1688 году он, уже будучи сложившимся мастером, принят жалованным изографом в Оружейную палату.
Его искусство получило высокую оценку в Москве и среди коллег, и при дворе. Это вместе с высокой продуктивностью привело к большому количеству выполненным им в это время заказов. Он создаёт иконы для домовой церкви святой Екатерины в Кремле, для покоев цариц Натальи Кирилловны, Прасковьи Фёдоровны, царевны Марии Алексеевны.
Самое раннее сохранившееся произведение Кирилла Уланова — «Спас на престоле с припадающими» было создано в 1689 году для Рождественского собора в Устюжне Железнопольской. Заказ был получен через царского духовника Маврикия Гавриловича, устюженского уроженца. В следующем году он написал ещё четыре иконы для Устюжны: в Рождественский собор и в церковь Петра и Павла. Среди них — «Троица Ветхозаветная» — одна из лучших по сохранности и художественным качествам среди ранних произведений Кирилла Уланова. В 1994 году она была похищена из Устюженского краеведческого музея, но в 2011 была обнаружена, возвращена в музей благодаря помощи меценатов и экспонировалась на нескольких выставках в России и за рубежом.
В 1690-е годы Уланов создал годовой комплект минейных икон-таблеток для царицы Натальи Кирилловны. В это время он был признан лучшим «мелочным» живописцем Оружейной палаты. Кроме государственных он выполняет множество частных заказов, его работы этого периода находились в храмах Москвы, Подмосковья, Владимира, Новгорода, городов Поволжья. В 1694 году он по заказу Льва Кирилловича Нарышкина пишет две иконы для иконостаса верхнего Спасского храма церкви Покрова в Филях. Среди его работ иконы местного ряда Покровской церкви Новодевичьего монастыря, для церкви Николы Большой крест, для иконостасов церкви Похвалы в Башмакове и Похвальского придела кремлёвского Успенского собора. Также он вместе с другими изографами участвует в поновлении нескольких древних икон Успенского собора.

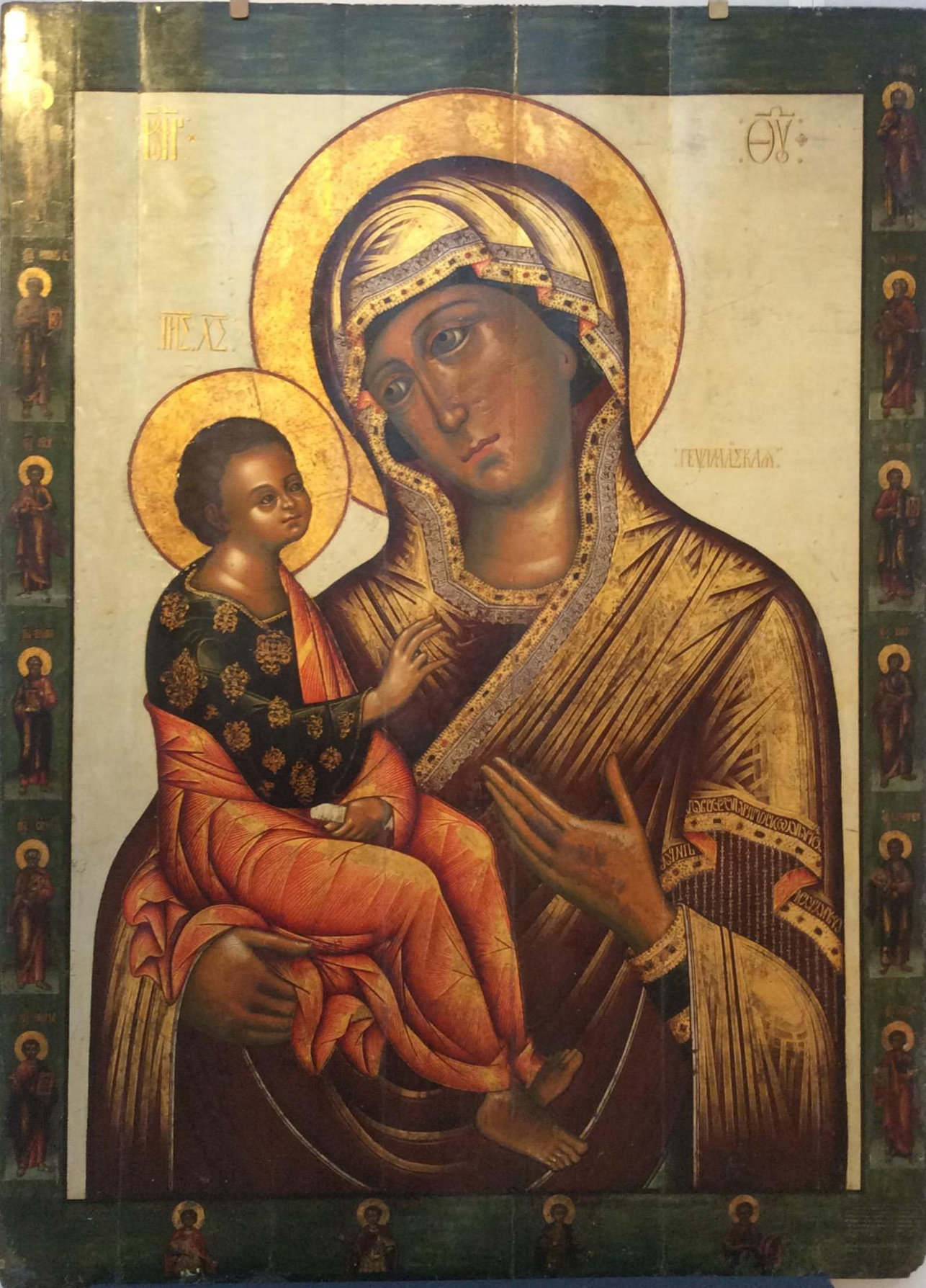
Богоматерь Гефсиманская. 1704. Государственный музей истории религии, Санкт-Петербург. Из церкви Флора и Лавра на Зацепе.

Одной из икон, поновлённых (а фактически переписанных заново) в Успенском соборе, был древний образ Богоматери, вывезенный в XVI веке из Новгорода. Согласно легенде, он происходил из Херсонеса, и потому назывался Корсунским. После поновления икона получила название «Богоматерь Иерусалимская» или «Гефсиманская», поскольку ей приписали легендарное авторство апостола Луки. Икона, имевшая размеры примерно 210 × 140 см, находилась в Успенском соборе вплоть до своего исчезновения в 1812 году. В начале XVIII века икона приобрела большую известность, с неё было сделано множество списков как самим Кириллом, так и другими мастерами.

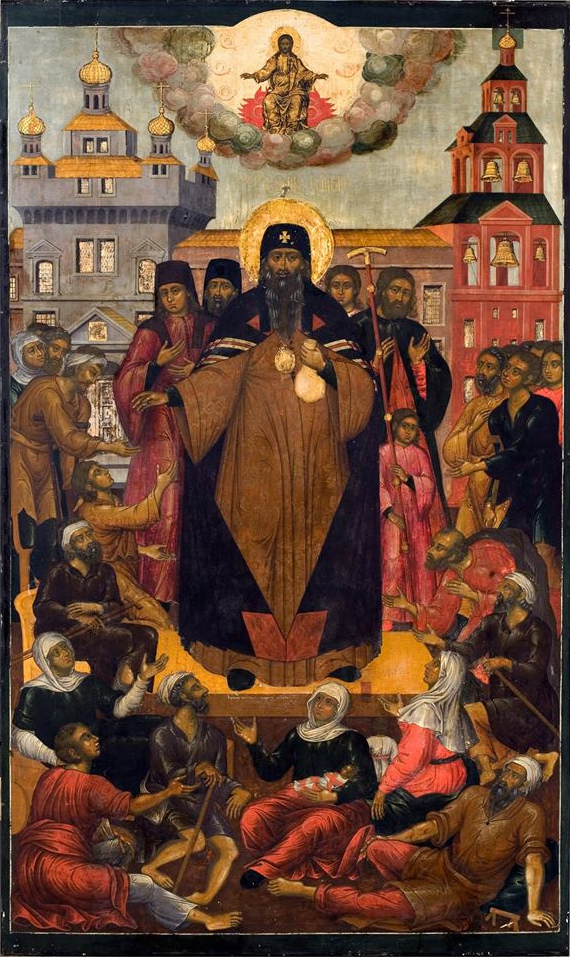
Святитель Иоанн Милостивый 1704 год. Дерево, темпера; 155,5 × 93,5 см. Музей имени Андрея Рублёва, Москва. Из Архангельского собора в Бронницах Московской обл.

1690-е годы были удачными для художника. Он был очень востребован и выдвинулся на первые роли в мастерской Оружейной палаты. Он приобрёл собственный дом за Яузой на Гончарной улице. Рядом жил его брат, также известный изограф Василий. Иван, сын Кирилла, тоже стал иконописцем.
К концу десятилетия ситуация меняется. Умирают важные заказчики — Наталья Кирилловна и царь Иван. Вкусы петровских вельмож всё больше склонялись от традиционного иконного письма к европейской манере. К 1701 году в Оружейной палате осталось два последних художника — Кирилл Уланов и Тихон Филатьев, но и они всё больше работают для частных заказчиков.
В 1702—1704 годах Кирилл Уланов вместе с Тихоном Филатьевым пишут иконы для Архангельского собора в селе Бронничи под Москвой (ныне город Бронницы).
В 1707 году Кирилл Уланов вместе с сыном Иваном пишет «Богоматерь Грузинскую», в 1708 вместе с братом Василием создаёт несколько икон для отправки в Молдавское княжество. Несколько образов их работы хранятся в церкви святого Ильи близ Сучавы и других храмах Румынии.
В 1709 году Кирилл Уланов покидает Москву и принимает постриг под именем Корнилия в Троицкой Кривоезерской пустыни близ Юрьевца-Поволгского. Здесь, в российской провинции, где тяга к западноевропейской живописи ещё не вытеснила традиционную школу, Корнилий продолжает плодотворно работать. Вскоре после пострижения Корнилий пишет ещё одну «Богоматерь Иерусалимскую». Эта икона в течение многих лет почиталась в окрестностях Юрьевца, о ней было сложено сказание, впоследствии она была признана чудотворной. С неё было сделано несколько списков, но сама она утрачена в первые годы Советской власти.

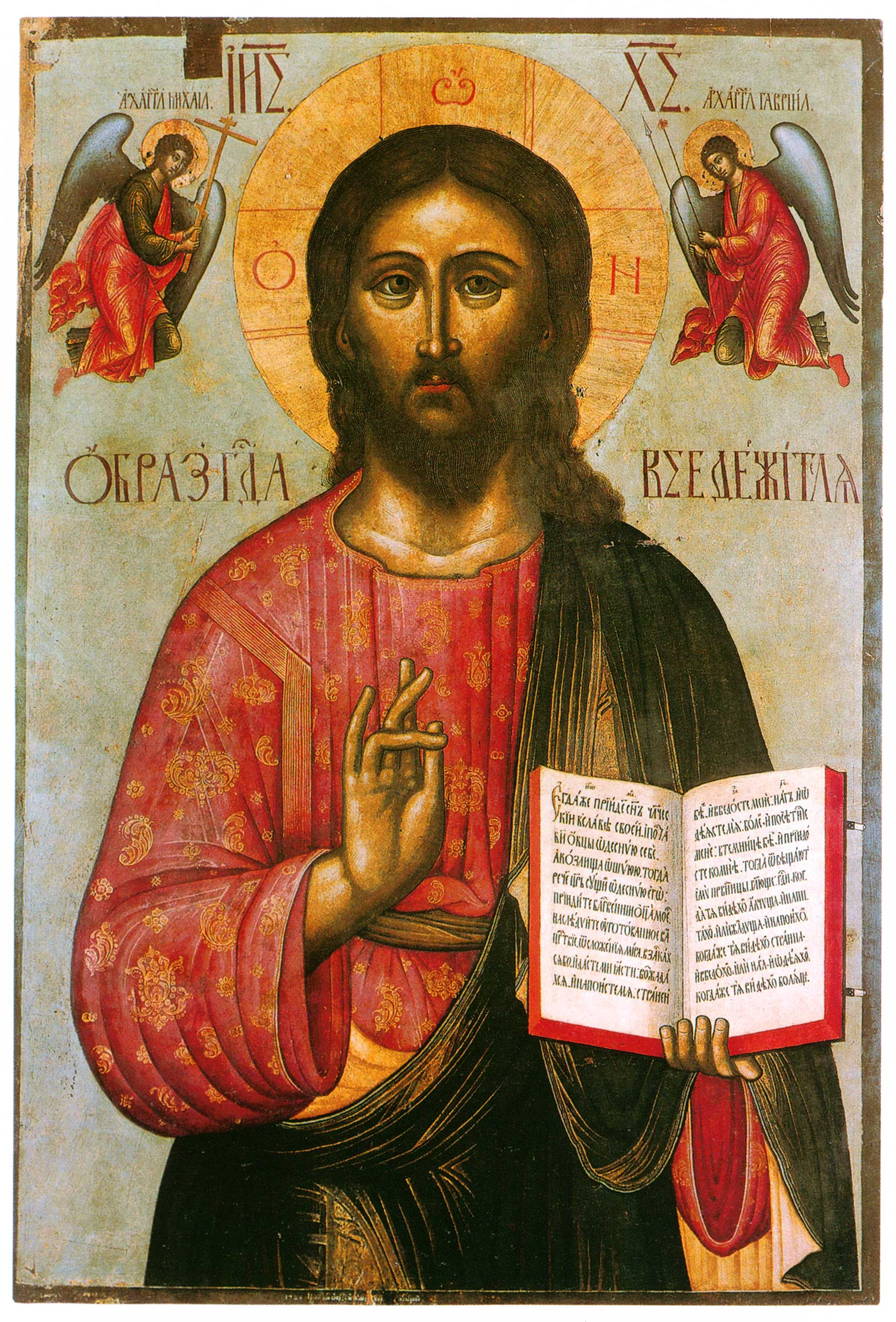
Спас Вседержитель. 1728. ГРМ. Дерево, паволока, левкас, темпера. 145,6 × 99,1 × 3,2. Происходит из церкви Сретения в Юрьевце-Повольском

В первые годы после пострижения Корнилий сохраняет тесные связи с Москвой, но, начиная с 1713 года, окончательно осел в Поволжье, а в 1714 году был избран настоятелем Кривоезерского монастыря. В эти годы Корнилий сближается с настоятелем Макариева Унженского монастыря Леонтием Павловым и настоятелем Белбажского монастыря Питиримом, будущим архиепископом Нижегородским, работает по их заказам, создаёт несколько больших икон для Никольского монастыря в Переславле-Залесском.

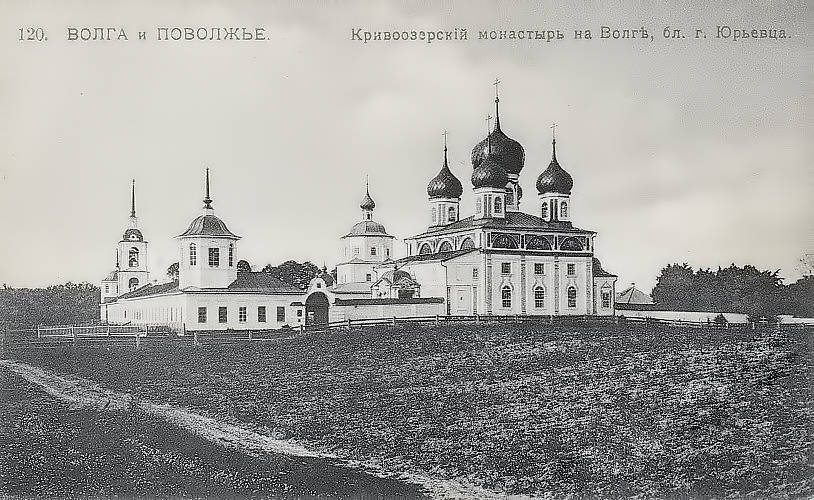
Кривоезерский монастырь на Волге близ города Юрьевца (фотография 1913 года)

Начиная с 1719 года, Корнилий несколько лет работает в Нижнем Новгороде. Здесь он вместе с учеником Алексеем Городчаниновым создаёт несколько икон для иконостаса Рождественской Строгановской церкви. В 1723 по поручению архиепископа Питирима он проводит освидетельствование иконописцев Нижегородской епархии, а затем возвращается в Кривоезерский монастырь. В последние годы художник создал несколько икон для храмов Юрьевца, а также Троицкого Белбажского монастыря. Корнилий Уланов скончался в 1731 году в Кривоезерской пустыни, где и был похоронен.

## Особенности стиля
Творческая карьера Кирилла Уланова была долгой и очень успешной. Благодаря этому до нас дошло шесть десятков его произведений, не считая тех, что атрибутируют ему с некоторой долей уверенности.
Художник легко вписался в стилистические рамки Оружейной палаты, однако специалисты отмечают (особенно в ранних работах) влияние костромской школы иконописи. Кирилл Уланов быстро выдвинулся среди придворных изографов как мастер «мелочного письма». Он хорошо владел рисунком, виртуозно исполнял многофигурные композиции в клеймах, окружал сцены пышными интерьерами и многоплановыми пейзажами, а одеяния украшал драгоценными узорами, обильно используя золото и серебро. С исключительным мастерством исполнял он лики святых, сочетая характерное для эпохи «живоподобие» с особенной мягкостью, нежностью, миловидностью.
Как и многие его современники, он широко применял элементы и композиционные схемы, почерпнутые из западноевропейских гравюр.

## Галерея

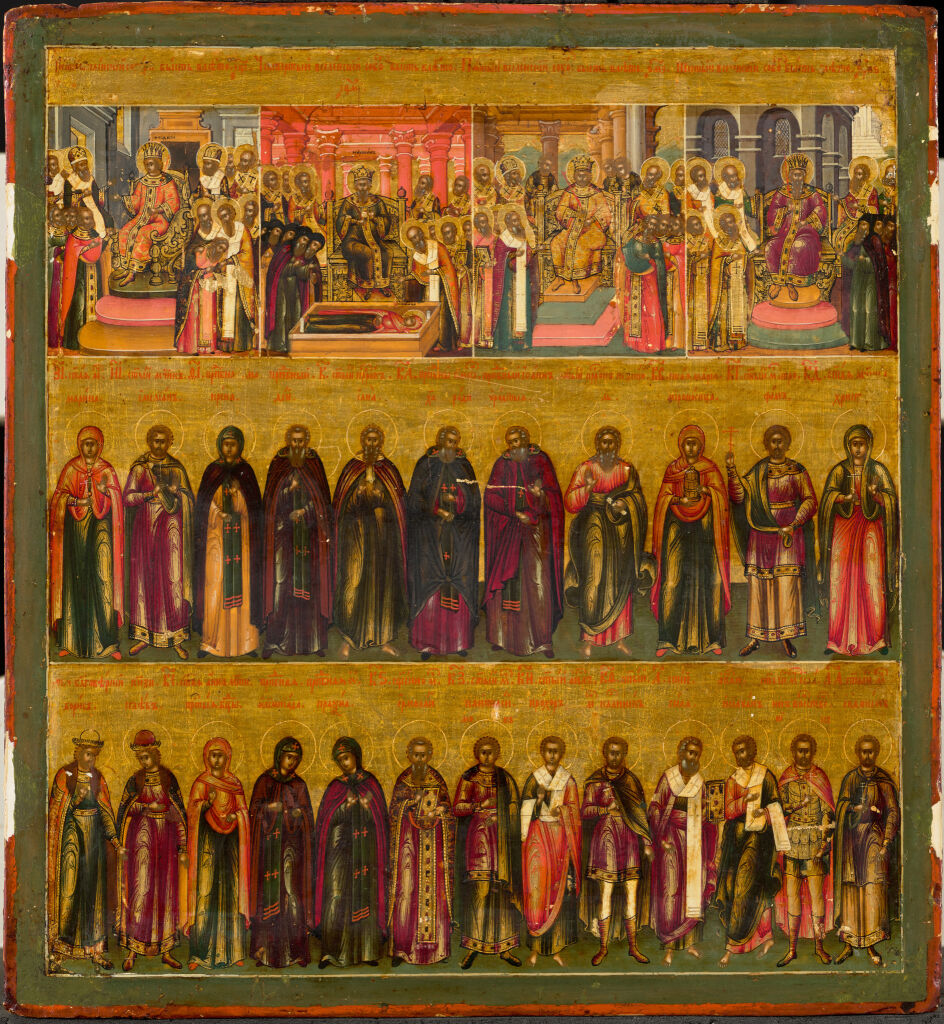
Минея на июль. 1698. Дерево, левкас, медь, паволока, темпера. 27 x 25 см. ГТГ, Москва[30].
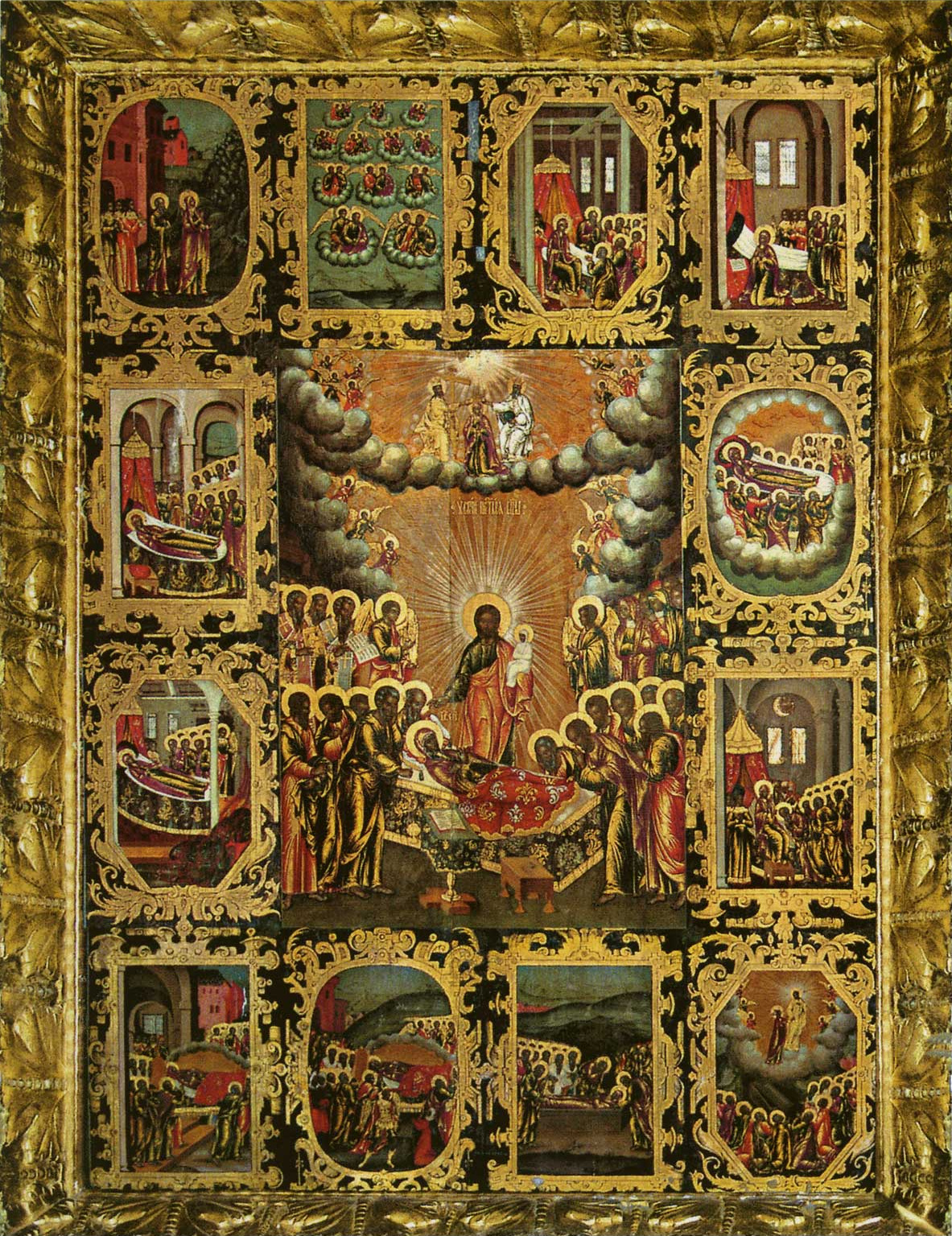
Успение Богоматери, с 12-ю клеймами Сказания об Успении. 1694 г. 143 × 102,5 см. Церковь Покрова в Филях, Москва, Россия[31].
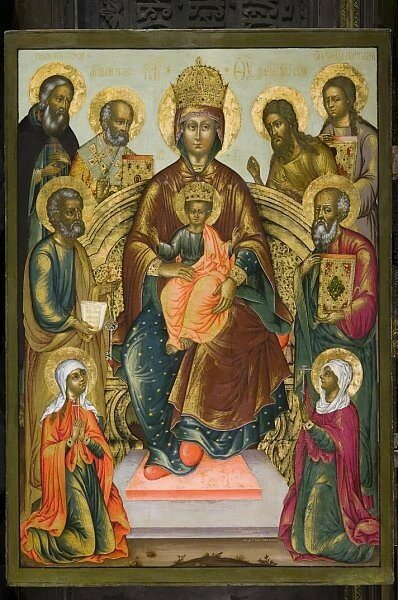
Богоматерь на троне с предстоящими святыми. 1698/1699. Местный ряд Похвальского придела Успенского собора Московского Кремля. Музеи Московского Кремля. 126 х 96 см[32].
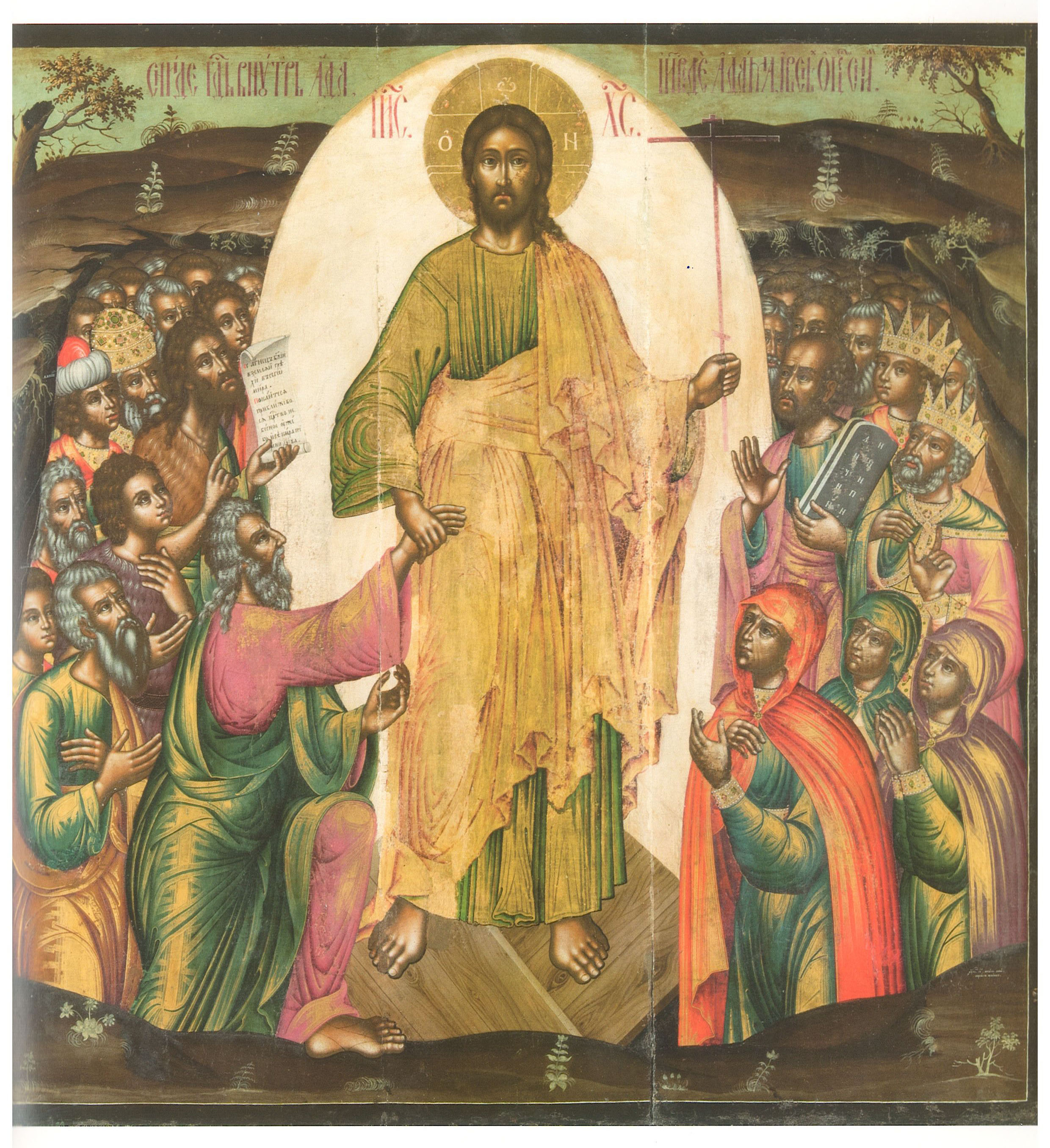
Сошествие во ад. 1713. ГРМ. Дерево, паволока, левкас, темпера. 110 × 108 × 2,8 см[33].
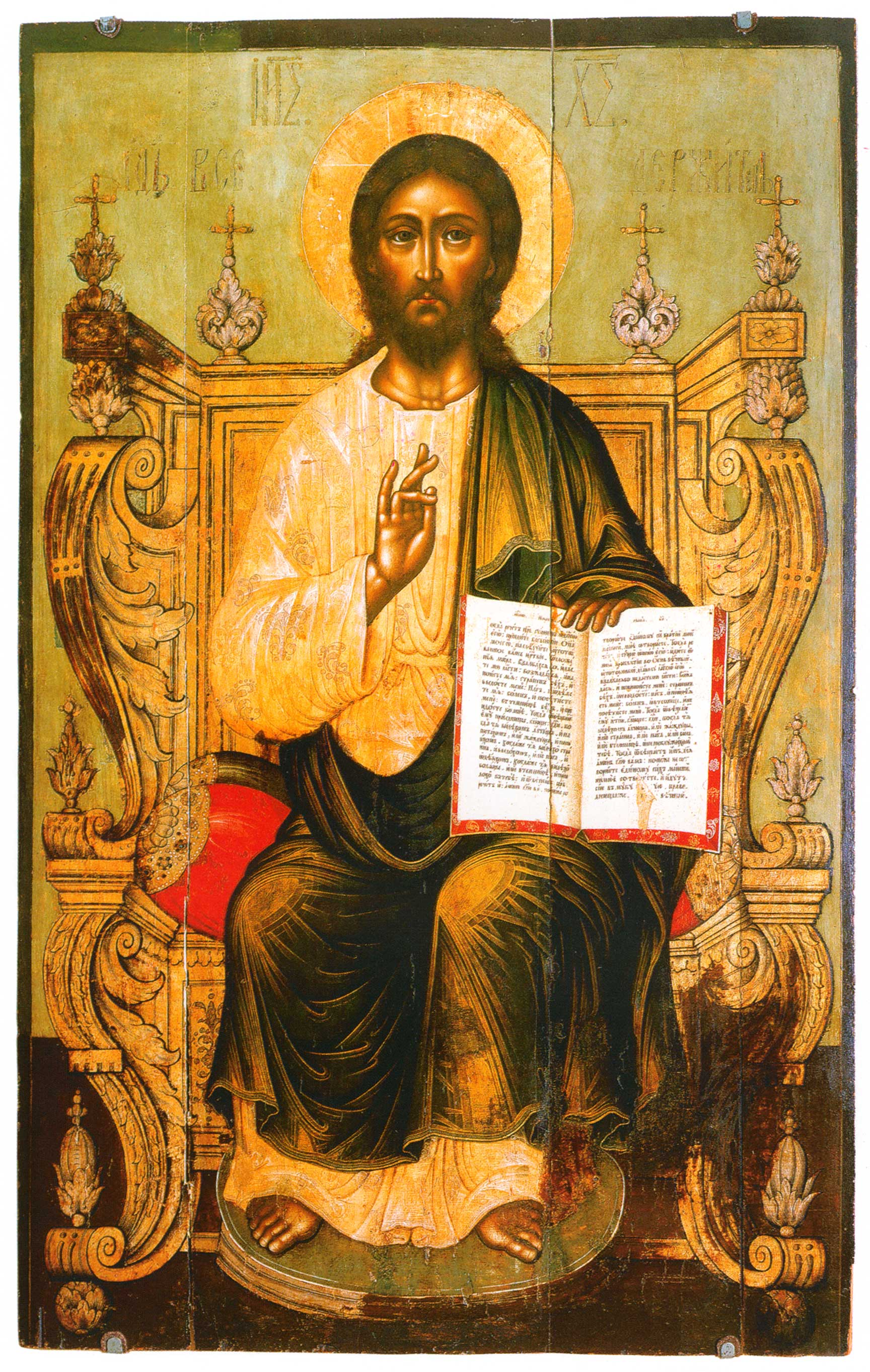
Спас Вседержитель на престоле. 1716. Переславский музей-заповедник. Дерево, левкас, темпера. 189 х 12 см. Из местного ряда иконостаса собора Никольского монастыря в Переславле-Залесском[34].